# فرانس اسخوبن
فرانس اسخوبن (انگلیسی: Frans Schoubben; ۱۱ نوامبر ۱۹۳۳ – ۳۱ ژوئیهٔ ۱۹۹۷) دوچرخه‌سوار اهل بلژیک بود.
از باشگاه‌هایی که در آن بازی کرده‌است می‌توان به تیم دوچرخه‌سواری پژو اشاره کرد.